# Pierre de Rök

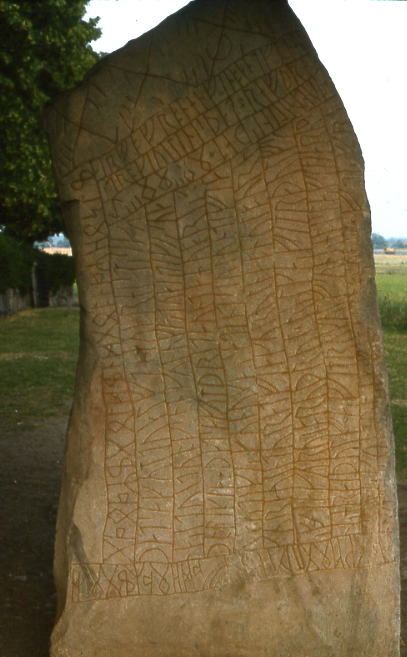
La pierre de Rök, sur l'autre face (côté ouest).

La pierre de Rök (en suédois Rökstenen) est une pierre runique située à Rök, dans la province d’Östergötland, en Suède. On y trouve gravée la plus longue inscription runique connue. Ce texte énigmatique du IXe siècle est souvent considéré comme le premier texte littéraire suédois.
La pierre a été découverte intégrée dans le mur de la dépendance d’une église au début du XVIIe siècle. Elle fut retirée de ce mur en 1862. Elle a probablement été gravée au début du IXe siècle, à en juger d’après le style runique (short-twig runes) et l’état de la langue. Elle est couverte de runes sur les cinq côtés, tous sauf la base, de façon à être portée en terre. Des parties sont endommagées, mais la plupart sont lisibles.
Le récit qu’elle contient est généralement vu comme un fragment perdu de mythologie nordique, ce qui la rend unique. Elle fait également référence au roi Ostrogoth Théodoric le Grand.

## Inscription
Voici une translittération des runes :
aft uamuþ stonta runaR þaR n uarin faþi faþiR aft faikion sunu sakum| |mukmini þat huariaR ualraubaR uaRin tuaR þaR suaþ tualf sinum uaRin| |numnaR t ualraubu baþaR somon o umisum| |monum ' þat sakum onart huaR fur niu altum on urþi fiaru miR hraiþkutum auk tu miR on ub sakaR raiþ| |þiaurikR hin þurmuþi stiliR flutna strontu hraiþmaraR sitiR nu karuR o kuta sinum skialti ub fatlaþR skati marika þat sakum tualfta huar histR si kunaR itu| |uituoki on kunukaR tuaiR tikiR suaþ o likia ' þat sakum þritaunta huariR tuaiR tikiR kunukaR satin t siulunti fiakura uintur at fiakurum nabnum burnR fiakurum bruþrum ' ualkaR fim ra=þulfs| |suniR hraiþulfaR fim rukulfs| |suniR hoislaR fim haruþs suniR kunmuntaR fim (b)irnaR suniR * nuk m--- (m)-- alu --(k)(i) ainhuaR -þ... ...þ ... ftiR fra sagwm| |mogmeni (þ)ad hOaR igOldga OaRi gOldin d gOonaR hOsli sakum| |mukmini uaim si burin| |niþR troki uilin is þat knuo knati| |iatun uilin is þat (n)(i)(t) akum| |mukmini þur sibi uiauari ul niruþR

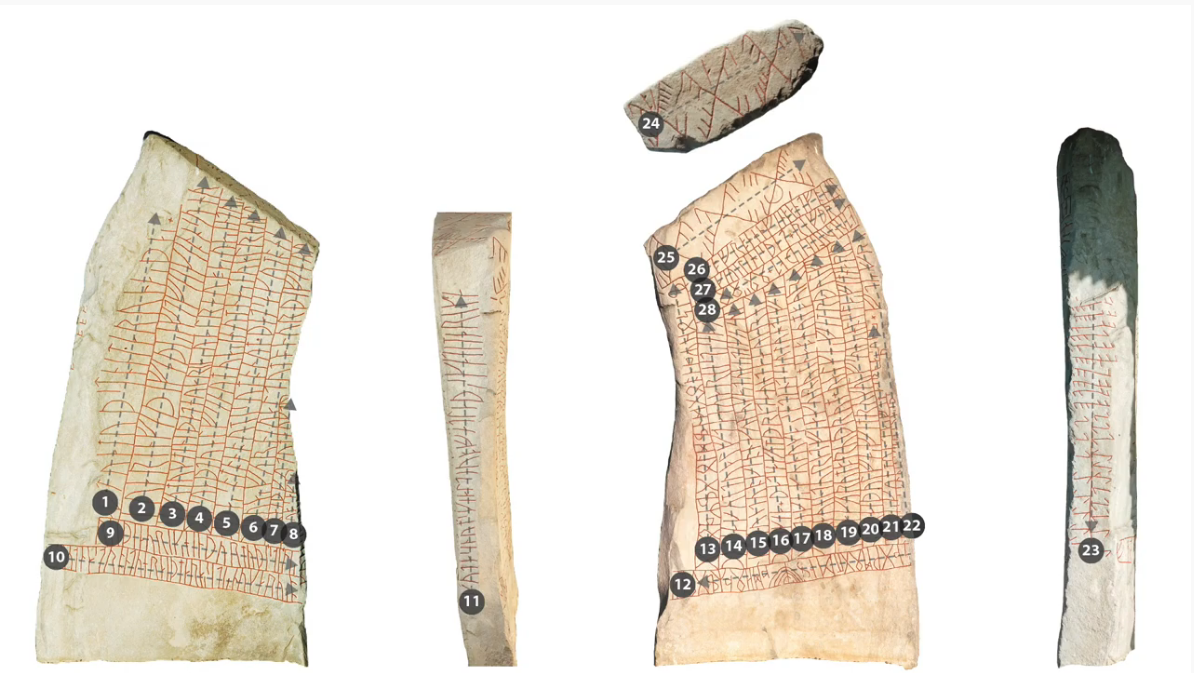
Sens de lecture des 28 lignes de runes de la pierre de Rök.

## Traduction
Le texte suivant est une traduction possible, la plupart des chercheurs sont d’accord sur la manière dont les runes doivent être transcrites, mais l’interprétation du texte et sa signification restent un sujet de débat. La première partie est écrite en mètres ljóðaháttr, et la partie concernant Théodoric est écrite en mètres fornyrðislag.
À la mémoire de Vémóðr / Vámóðr sont dressées ces runes.
Et Varinn, le père, les grava
en mémoire de son fils mort.
Je raconte aux jeunes hommes l’histoire de deux butins de guerre, douze fois pris comme butin, pris tous deux par divers hommes.
Je dis ceci au second, qui il y a neuf générations perdit la vie par les Hreidgoths ; et mourut avec eux pour sa culpabilité.
Þjóðríkr le courageux,
chef des guerriers de la mer,
régna sur les côtes de l'Océan Hreið.
Maintenant il est assis armé
sur son (cheval) goth(ique),
son bouclier attaché,
le prince des Mærings.
Je dis ceci au douzième, où le cheval de Gunnr voit les fourrages du champ de bataille, là où vingt rois reposent.
Ceci je le dis en tant que treizième, que vingt rois régnèrent sur Sjólund pendant quatre hivers, de quatre noms, nés de quatre frères : cinq Valkis, fils de Hráðulfr, cinq Hreiðulfrs, fils de Rugulfr, cinq Háisl, fils de Hörðr, cinq Gunnmundrs/Kynmundrs, fils de Björn.
Maintenant je raconte le conte en entier. Quelqu'un ...
Je raconte le conte populaire / au jeune homme, dont la lignée d’Ingold fut réparée par le sacrifice d'une épouse.
Je raconte le conte populaire / au jeune homme, à qui est né un parent, un homme vaillant. C’est Vélinn. Il pouvait écraser un géant. C’est Vélinn...
Je raconte le conte populaire / au jeune homme Þórr. Sibbi de Vé, nonagénaire, engendra (un fils).